# August Dvorak
August Dvorak (ur. 5 maja 1894, zm. 10 października 1975) – amerykański psycholog czeskiego pochodzenia, profesor na University of Washington w Seattle.
Wraz ze swoim szwagrem, Williamem Dealeyem, stworzył w latach 30. XX wieku układ klawiatury, nazwany klawiaturą Dvoraka, który miał zastąpić układ QWERTY. W latach 40. zaprojektował klawiaturę, z której można korzystać jedną ręką.
Wraz z Dealeyem, Nellie Merrick oraz Gertrude Ford napisał książkę Typewriting Behavior, wydaną w roku 1936, która zawierała dogłębną analizę pisania na maszynie od strony psychologicznej i fizjologicznej.
August Dvorak był dalekim krewnym czeskiego kompozytora Antonína Dvořáka.